# Karl Schoy

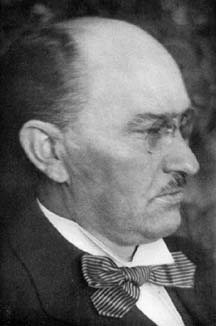
Karl Schoy

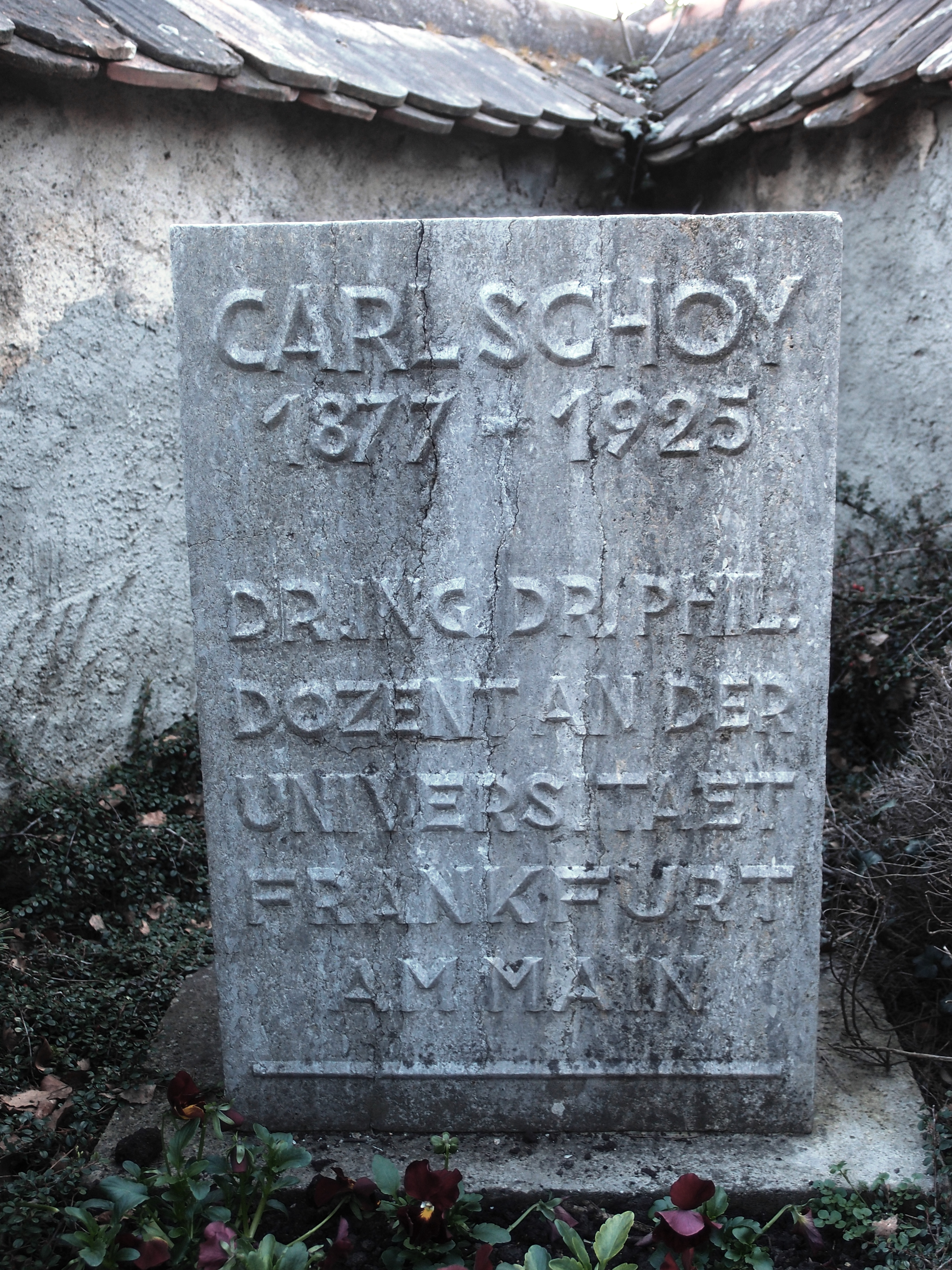
Grab von Carl Schoy auf dem Alten Friedhof in Meersburg am Bodensee

Karl Schoy (in anderer Schreibweise auch: Carl; * 7. April 1877 in Bittelschieß; † 6. Dezember 1925 in Frankfurt am Main) war ein deutscher Quellenforscher und Autor auf dem Gebiet der arabischen Astronomie, Gnomonik und Mathematik.

## Ausbildung
Schoy entstammte einer katholischen Lehrerfamilie im damals hohenzollerschen Bittelschieß und hatte zwei Brüder und eine Schwester. Höhere Schulbildung blieb ihm zunächst verwehrt, da sein Vater das bescheidene Einkommen eines Landlehrers hatte. Seine erste Ausbildung erhielt er im alten Lehrerseminar in Meersburg am Bodensee. Das Absolutorium im Realgymnasium bestand er im Jahr 1901 in Karlsruhe. Seinen Doktortitel erlangte er 1911 an der Technischen Universität München mit einer Dissertation über das Thema „Die geschichtliche Entwicklung der Polhöhenbestimmungen bei den älteren Völkern“. Seine Doktorväter waren Siegmund Günther und Sebastian Finsterwalder.

## Leben
Schoy war 1908 Mathematiklehrer in Mülheim an der Ruhr und 1909 in Essen. 1919 bis 1921 war er Privatdozent für Geschichte der Mathematik und Astronomie an der Universität Bonn.
Er war Mitglied der Deutschen Mathematiker-Vereinigung.
Schoy, der als berufener Nachfolger von Heinrich Suter (1848–1922) in der Erforschung islamischer Mathematik und Astronomie gesehen wurde, verstarb am 6. Dezember 1925 in Frankfurt am Main, wohin er wenige Wochen vorher als Universitätsdozent übergesiedelt war. Der damals 49-jährige Quellenforscher erlag einem Schlaganfall.

## Schriften
- Arabische Gnomonik 1913
- Die trigonometrischen Lehren des persischen Astronomen Abu´l Raihan Muhammad ibn Ahmad al -Biruni, dargestellt nach Qanun al-Mas´udi, Hannover, Orient-Buchhandlung Heinz Lafaire, 1927 (Hrsg. Heinrich Wieleitner, Julius Ruska)
- Beiträge zur arabisch-islamischen Mathematik und Astronomie, 2 Bände, Frankfurt am Main, Institut für Geschichte der islamischen Wissenschaften 1988 (Sammlung seiner Aufsätze)
- Beiträge zur arabischen Trigonometrie, Isis Bd. 5, 1923, S. 364–399